# 芳川町 (高浜市)
芳川町（よしかわちょう）は、愛知県高浜市の地名。現行行政地名は芳川町1丁目から芳川町4丁目。

## 地理
東は呉竹町、西は衣浦港、南は青木町・春日町、北は新田町に接する。

## 世帯数と人口
2019年（令和元年）6月1日現在の世帯数と人口は以下の通りである。
| 町丁   | 世帯数  | 人口    |
| ------ | ------- | ------- |
| 芳川町 | 985世帯 | 2,185人 |

### 人口の変遷
国勢調査による人口の推移
| 1995年（平成7年）  | 1,279人 | [ 5 ] |  |
| 2000年（平成12年） | 1,398人 | [ 6 ] |  |
| 2005年（平成17年） | 1,646人 | [ 7 ] |  |
| 2010年（平成22年） | 1,840人 | [ 8 ] |  |
| 2015年（平成27年） | 2,005人 | [ 9 ] |  |

## 学区
市立小・中学校に通う場合、学区は以下の通りとなる。また、公立高等学校に通う場合の学区は以下の通りとなる。
| 番・番地等 | 小学校             | 中学校             | 高等学校             |
| ---------- | ------------------ | ------------------ | -------------------- |
| 全域       | 高浜市立吉浜小学校 | 高浜市立高浜中学校 | 三河学区（特例地域） |

## 交通
- 国道419号
- 愛知県道50号名古屋碧南線

## 施設
- 東海興業 高浜工場

## その他

### 日本郵便
- 郵便番号 : 444-1335[3]（集配局：高浜郵便局[12]）。